# (4909) Couteau
(4909) Couteau (1949 SA1) – planetoida z grupy pasa głównego asteroid okrążająca Słońce w ciągu 3 lat i 157 dni w średniej odległości 2,27 j.a. Została odkryta 28 września 1949 roku.